# SV Heimstetten
Der Sportverein Heimstetten e. V., kurz SV Heimstetten, ist ein Sportverein aus dem gleichnamigen Ortsteil der am östlichen Stadtrand von München gelegenen Gemeinde Kirchheim bei München. Die erste Fußball-Herrenmannschaft spielt seit der Saison 2023/24 in der fünftklassigen Bayernliga Süd.

## Geschichte
Der Verein wurde 1967 gegründet und spielte bis Mitte der 1980er Jahre in der B- und A-Klasse. 1993 begann die Erfolgsgeschichte des SV Heimstetten mit dem erstmaligen Aufstieg in die Bezirksliga. Nach dem Aufstieg in die Bezirksoberliga 1998 und die Landesliga 2003 folgte schließlich der Aufstieg in die damals viertklassige Fußball-Bayernliga im Jahr 2006. Während die Mannschaft im ersten Jahr als Tabellenzehnter souverän den Klassenerhalt schaffte, musste sie nach der Saison 2007/08 als Vorletzter wieder in die Landesliga absteigen.
Nach zwei Spielzeiten schaffte der SV Heimstetten im Jahr 2010 den Wiederaufstieg in die Bayernliga. 2011/2012 erreichte der SVH dort den 15. Tabellenplatz und qualifizierte sich dadurch für die Relegation zur Regionalliga, in der man den Würzburger FV im Hinspiel mit 1:0 bezwang und dank des Auswärtstores bei einer 2:1-Niederlage im Rückspiel die Qualifikation für die neu geschaffene Regionalliga Bayern schaffte.
Seit 2012 spielte der SV Heimstetten in der Regionalliga Bayern und war dort in der Saison 2012/13 als Fünfter hinter den Reserven des TSV 1860 München und des FC Bayern München die drittbeste Mannschaft aus Oberbayern. Gegen den späteren Meister 1860 II gewann Heimstetten beide Partien, gegen die kleinen Bayern gab es zwei Unentschieden. 2013/14 sicherte der SV Heimstetten den Klassenerhalt als Tabellen-14. (von 19 Teams) erst am letzten Spieltag.
Nach einer enttäuschenden Saison 2014/15, die für den SVH auf Rang 15 endete, musste der SV Heimstetten nach zwei Relegationsspielen gegen den FC Amberg den Gang in die fünftklassige Bayernliga Süd antreten. Dort belegte der SVH in der Saison 2015/16 den sechsten Platz. 2018 gelang dem Verein als Meister der Bayernliga Süd die Rückkehr in die Regionalliga Bayern.
Die Saison 2018/19 beendete der SV Heimstetten auf dem 17. Platz, der üblicherweise den Abstieg in die Bayernliga bedeutet. Durch den Zwangsabstieg der zweiten Mannschaft des FC Ingolstadt 04, die nach Saisonende auf den letzten Platz gesetzt wurde, durfte der SVH als nun Sechzehnter in der Relegation antreten. Dort konnte die Mannschaft sich gegen den TSV 1896 Rain, den Vizemeister der Bayernliga Süd, durchsetzen und somit den Klassenerhalt sichern.
2022/23 verpasste der SV Heimstetten nach fünf Jahren in der Regionalliga Bayern den Klassenerhalt als 19. deutlich. In der Bayernliga Süd 2023/24 traf der Verein auch auf den in der gleichen Gemeinde ansässigen Lokalrivalen Kirchheimer SC.
An der ersten Hauptrunde des DFB-Pokals hat der SV Heimstetten noch nie teilgenommen.

## Erfolge
- Aufstieg in die Regionalliga 2012, 2018
- Meister der Bayernliga Süd 2018
- Aufstieg in die Bayernliga 2006, 2010
- Meister der Landesliga Süd 2006, 2010
- Aufstieg in die Landesliga Süd 2003

## Bekannte ehemalige Spieler
- Orhan Akkurt traf in der Landesliga 2009/10 32-mal und wechselte daraufhin zum Drittligisten Wacker Burghausen. Später kehrte er wieder nach Heimstetten zurück.
- Sebastian Backer, ehemaliger Profi bei FC Bayern München und MSV Duisburg
- Luca Beckenbauer, Enkel von Franz Beckenbauer
- Victor Pony Carr, liberianischer Nationalspieler
- Berkant Göktan, ehemaliger Bundesligaprofi des FC Bayern München
- Mamadi Keita, ehemaliger U20-Nationalspieler Deutschlands
- Sebastian Kneißl, Ex-Profi unter anderen beim FC Chelsea
- Stefan Lexa, später Profi bei Eintracht Frankfurt und österreichischer Nationalspieler (Jugend)
- Quirin Löppert, ehemaliger Profi beim FC Vaduz in der Schweiz
- Quirin Moll, späterer Zweitliga-Profi bei Eintracht Braunschweig
- Andreas Neumeyer wurde 2012/13 mit 22 Treffern Torschützenkönig der Regionalliga Bayern und wechselte daraufhin zum TSV 1860 München, wo er allerdings nie für die Profis zum Einsatz kam.
- Christopher Oretan, ehemaliger Profi in Malta und Griechenland
- Ralf Rensch, ehemaliger Spieler vom FC Carl Zeiss Jena in der DDR-Oberliga
- Marcel Richter, später Profi beim TSV 1860 München
- Maximilian Riedmüller, später Ersatztorhüter des FC Bayern München, 2007/08 und wieder seit 2016 Stammtorwart
- Florian Rudy, Ex-Profi bei der SpVgg Unterhaching, Bruder von Sebastian Rudy
- Rico Strieder, Ex-Profi beim FC Bayern München und in den Niederlanden
- Josef Welzmüller, später Profi bei der SpVgg Unterhaching

## Bekannte Trainer
- Frank Schmöller, ehemaliger Profi beim Hamburger SV, war Trainer von 2002 bis 2008
- Vitomir Moskovic, Trainer 1. Mannschaft vom 3. April 2008 bis 30. Juni 2010 und seit August 2014[1], ehemaliger Profi bei FK Sloboda Tuzla, OFK Beograd (1. Liga Jugoslawien)
- Claus Schromm, Trainer 1. Mannschaft vom 1. Juli 2010 bis 28. Oktober 2011
- Manfred Rauscher, Co-Trainer von Michael Henke

## Stadion
Bis ins Jahr 2001 spielte der SV Heimstetten auf dem alten Sportgelände Gruber Straße. Heute trägt der Verein seine Heimspiele im 2500 Zuschauer fassenden Sportpark Heimstetten aus. Der Sportpark Heimstetten besteht aus Trainingsfeldern, einem Kleinfeld, einer Kleinfeld-Arena (SoccaFive) und dem Stadion. Das Stadion ist etwas abgesenkt und verfügt auf einer Längsseite über eine 68 m lange, überdachte Tribüne mit 198 Schalensitzen und 500 überdachten Stehplätzen: die Gegengerade besteht aus Stehstufen und bietet 500 Zuschauern Platz. Zudem ist im Norden des Platzes ein Bereich für Gästefans errichtet worden, welcher mit einem hohen Zaun abgesichert ist. Dieser Block ist jedoch nur bei sehr großem Andrang geöffnet. Alle Plätze sind mit spielfähigem Flutlicht ausgestattet. Zudem ist eine elektronische Anzeigetafel im Stadion vorhanden.

## Besonderheiten
- Der damals 24-jährige Torhüter Ngemba Evans Obi wurde vom nigerianischen Nationaltrainer Samson Siasia für das Länderspiel Kolumbien gegen Nigeria (1:0) im November 2008 nominiert. Der Torhüter von SV Heimstetten II (Kreisliga) fungierte als Ersatzmann für Stammtorwart Austin Ejide.[3]
- Seit 2009 hat man mit der Deutsch-Fußball-Canadian-Academy (DFCA), ein Farmteam aus vorwiegend jungen kanadischen Studenten aus Deutschland.[4] Aus dieser Partnerschaft spielte in der Saison 2010/2011 der Torhüter Justin Ammar mit dem SV Heimstetten und empfahl sich durch gute Leistungen für einen Vertrag beim kanadischen National Professional Soccer League FC Edmonton.[5]
- Im März 2013 sorgte der Verein für Aufsehen, als der ehemalige Profifußballer Berkant Göktan ins Team aufgenommen wurde.[6]
- Maximilian Riedmüller, der in der Saison 2007/08 für den SV Heimstetten als Torwart spielte, gewann 2013 mit dem FC Bayern München die UEFA Champions League.